# Côn Son
Côn Son, autrefois francisé en Grande-Condore, est la principale île de l'archipel de Côn Đảo (qui comprend seize îles), situé au sud-est du Viêt Nam, dans la province de Bà Rịa-Vũng Tàu.

## Géographie
L'île montagneuse, d'une superficie totale de 51,52 km2, est habitée par environ 4 000 personnes. Elle est située à approximativement 185 kilomètres de Vũng Tàu et 230 kilomètres de Hô-Chi-Minh-Ville, dans la mer de Chine méridionale. L'île est reliée à Hô-Chi-Minh-Ville par six vols quotidiens d'environ une heure. On peut également s'y rendre par bateau, au départ de Vũng Tàu, la traversée est nocturne et dure une douzaine d'heures. Cette île abritait le bagne de Poulo Condor. Le point culminant est situé 600 mètres. Seule une étroite bande de terre permet la culture du riz, des cocotiers et d'autres arbres fruitiers.

## Histoire

### Colonisation britannique
En 1702, les Anglais de la Compagnie des Indes orientales y construisirent une forteresse, mais dans la nuit du 2 au 3 mars 1705, ils furent massacrés par des mercenaires célèbes qui formaient la garnison du fort,.

### Colonisation française

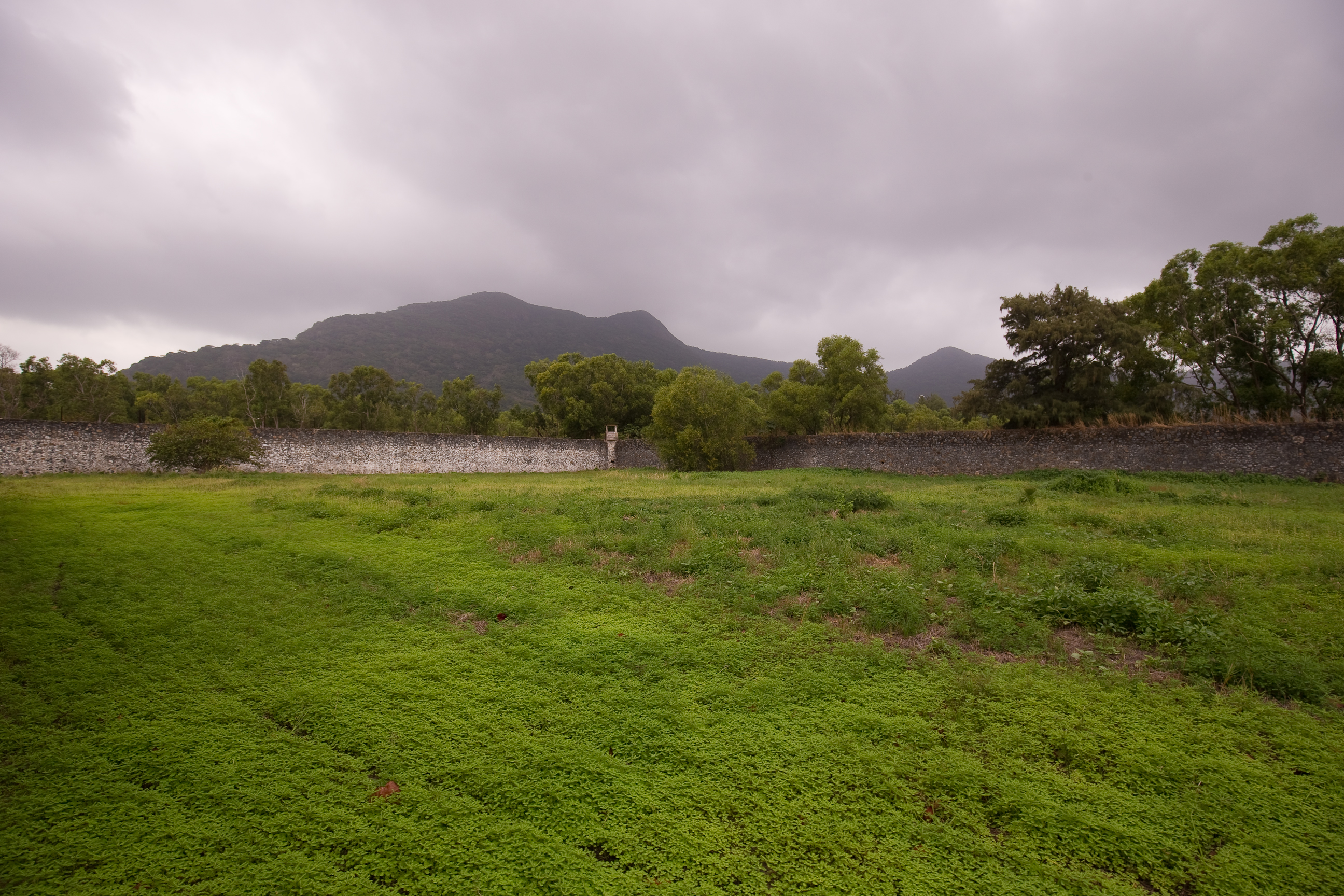
La prison.

L'île est cédée à la France en 1788, portant alors le nom d' Ile d'Orléans ou de Pulo Condore (qui devient Poulo Condore, dont le nom dérive du malais « Pu Lao Kundur » qui signifie « l’île aux courges »),, ainsi que le comptoir de Tourane, sur le continent, en remerciement de l'aide française (pour contrer les ambitions chinoises) apportée à Quang Trung, qui se proclame empereur.
Une garnison française s'y installe pour concrétiser dans l'avenir des projets coloniaux français en Indochine, souhaités par Louis XV puis Louis XVI, à la suite de la perte des possessions françaises en Inde entre 1757 et 1763. Déjà, le projet colonial d'une « Indochine française » était en élaboration.
L'explorateur La Pérouse devait déposer un administrateur à Poulo-Condore, lors de sa campagne d'exploration du Pacifique Sud, et de l'extrême Orient, en 1788, mais il disparut en mer avec les deux navires de son expédition.

Mais avec la France révolutionnaire, la garnison française, informée des troubles, quitte l'île en 1792-1793 pour regagner non sans peine Pondichéry, en Inde, où les militaires, à peine débarqués, sont désarmés par les Britanniques puis faits prisonniers en 1793, quelques mois après l'éxécution de Louis XVI en France.  
En 1815, lors du congrès de Vienne, l'archipel de Poulo Condor n'est même pas cité, ainsi que Tourane, et la France devra attendre jusqu'à la fin des années 1850 avant de reprendre ses ambitions coloniales en Asie, son premier intérêt se focalisant sur l'Algérie entre 1830 et 1848.
Lors de la prise de Saïgon par les Français en 1859, Poulo Condor est l'un des motifs de l'intervention.
Un bagne est alors rapidement construit. Il sert de lieu de détention pour les droits communs, ainsi que pour les futurs nationalistes vietnamiens.
Lors du départ des Français, en 1954-1955, l'île passe sous souveraineté de la République vietnamienne (du Sud). L'archipel fut donc une colonie Française de 1788 à 1793, puis de 1859 à 1954.